# Frederik Willem van Mecklenburg-Strelitz
Frederik Willem Karel Georg Ernst Adolf Gustaaf (Neustrelitz, 17 oktober 1819 — aldaar, 30 mei 1904) was van 1860 tot 1904 groothertog van Mecklenburg-Strelitz. Als zoon van groothertog George en Marie van Hessen-Kassel bracht hij zijn jeugd door in Neustrelitz en ging daarna rechten en geschiedenis studeren in Bonn. Na zijn studie maakte hij reizen door Italië en Zwitserland en trad hij toe tot het Pruisische leger.
In 1843 trad hij te Buckingham Palace in het huwelijk met Augusta van Cambridge, een dochter van Adolf van Cambridge en Augusta van Hessen-Kassel, en zette hij zijn rechtenstudie voort aan de universiteit van Oxford alwaar hij promoveerde. Na een ongeluk in 1851 ging hij steeds slechter zien. Uiteindelijk werd hij blind.
Frederik Willem volgde in 1860 zijn vader op, maar vervulde de verwachtingen die de liberalen in het aartsconservatieve groothertogdom van hem hadden geenszins. In zijn inhuldigingstoespraak sprak hij zich beslist uit vóór handhaving van het feodale stelsel. Hij voerde een succesvol financieel beleid en vergaarde door zijn spaarzaamheid en uitstekende vermogen tot speculatie op de beurs een enorm privé-vermogen.
De groothertog, wiens land nauwe banden met Pruisen had gehad, kwam in een lastig parket toen die staat in de Oostenrijks-Pruisische Oorlog van 1866 het door de familie van Augusta Caroline geregeerde koninkrijk Hannover bezette. Hij trachtte  neutraal te blijven, maar zag zich toch genoodzaakt zijn troepen te mobiliseren omdat Wilhelm I dreigde zijn land anders te bezetten. Hij wist de mobilisatie zodanig te vertragen dat deze toen de oorlog was afgelopen nog niet gereed was.
Mecklenburg-Strelitz trad in 1866 toe tot de Noord-Duitse Bond en in 1871 tot het Duitse Keizerrijk. De keizerskroning van Wilhelm I in de Spiegelzaal te Versailles woonde Frederik Willem echter niet zelf bij; hij zond zijn zoon Adolf Frederik als vertegenwoordiger. Deze volgde hem in 1904 als Adolf Frederik V op als groothertog.
Onder Frederik Willem waren de relaties met Pruisen uitgesproken slecht. De Pruisische regering overwoog zelfs enige tijd om de in hun ogen onhandelbare groothertog af te zetten. Zover kwam het niet. De relaties met Engeland waren veel beter; koningin Victoria nam Frederik Willem op in de Orde van de Kousenband. Het 60-jarig huwelijk van Frederik Willem en Augusta in 1903 werd groots gevierd. De groothertog creëerde een Medaille ter Herinnering aan het Diamanten Huwelijk van het Groothertogelijke Paar. 

## Kinderen
- Doodgeboren zoon (1843)
- Frederik Willem van Mecklenburg-Strelitz (13 januari 1845), stierf dezelfde dag
- Adolf Frederik (1848-1914), volgde zijn vader op in 1904, huwde met Elisabeth van Anhalt-Dessau